# Seta Tamanivalu
Pas d'image ? Cliquez ici

a Compétitions nationales et continentales officielles uniquement.

b Matchs officiels uniquement.
Dernière mise à jour le 4 août 2022.
Seta Tamanivalu, né le 23 juillet 1992 à Lautoka (Fidji), est un joueur de rugby à XV fidjien évoluant aux postes de centre ou d'ailier. Il est d'abord international néo-zélandais entre 2016 et 2017, avant de représenter les Fidji à partir de 2022. Il évolue avec le club japonais des Toshiba Brave Lupus Tokyo en League One depuis 2021. Il mesure 1,89 m pour 104 kg.

## Carrière

### En club
Bien que né et formé aux Fidji, Seta Tamanivalu est arrivé en tant que lycéen en Nouvelle-Zélande. Il fait ses débuts professionnels en 2012 avec la province de Taranaki en NPC. Il s'impose peu à peu comme un joueur important de la province grâce à ses qualités de perforation et de finition, ce qui lui vaut d'être considéré comme un grand espoir, avant d'être titré meilleur joueur du championnat en 2014,. 
En 2015, il fait ses débuts en Super Rugby avec la franchise des Chiefs. Après une première saison d'adaptation, il forme une paire de centre redoutable avec son coéquipier à Taranaki Charlie Ngatai, ce qui lui ouvre les portes de la sélection nationale en 2016.
En septembre 2016, il est annoncé qu'il quitte les Chiefs pour les Crusaders, avec qui il signe un contrat d'un an pour la saison 2017 de Super Rugby. Pour sa première saison avec la franchise de Christchurch, il est surtout utilisé au poste d'ailier, et marque dix essais en quinze rencontres. Cette bonne saison se conclut par un titre de champion du Super Rugby, auquel Tamanivalu participe activement en marquant un doublé lors de la demi-finale contre son ancienne équipe des Chiefs, puis en marquant un essai lors de la finale remportée face aux Lions,. En juillet 2017, il prolonge son contrat avec les Crusaders pour une saison supplémentaire.
En janvier 2018, il est annoncé qu'il rejoindra le club français de l'Union Bordeaux Bègles en Top 14 à l'issue de la saison 2018 de Super Rugby, et pour une durée de trois saisons. Alors qu'il s'est imposé dans la rotation du club girondin, il est libéré par le club au début de sa troisième saison au club, dans un contexte économique difficile à cause de la récente pandémie de Covid-19,.
Peu après son départ de l'UBB, Tamanivalu s'engage avec les Toshiba Brave Lupus dans le championnat japonais.

### En équipe nationale
En mai 2016, il est sélectionné pour la première fois par Steve Hansen pour évoluer avec les All Blacks. Il connait sa première cape internationale le 11 juin 2016 à l'occasion d'un test-match contre l'équipe du Pays de Galles à Auckland. Il obtient un total de trois sélections en 2016.
Il est à nouveau sélectionné l'année suivante, pour participer à la tournée de novembre en Europe. Lors de cette tournée, il ne joue que deux rencontres considérées comme non officielles, contre les Barbarians et France XV,. Il ne sera pas rappelé en sélection par la suite.
En 2022, Tamanivalu profite des changements des règles d'éligibilité en équipe nationale pour représenter son pays de naissance : les Fidji. Il est retenu pour la première fois avec les Fidji en juin 2022, et obtient sa première sélection le 2 juillet 2022 contre les Tonga dans le cadre de la Coupe des nations du Pacifique 2022(victoire 36-0) puis pour son deuxième match face à l'Australie il marque son premier essai en sélection mais ne peut empêcher la défaite des siens (12-32).

## Palmarès

### En club et province
- Vainqueur du Super Rugby en 2017 et en 2018 avec les Crusaders.

### En équipe nationale
- Vainqueur du Rugby Championship en 2016.

## Statistiques
Au 4 août 2022, Seta Tamanivalu compte 3 capes en équipe de Nouvelle-Zélande, dont zéro en tant que titulaire, depuis le 11 juin 2016 contre l'équipe du Pays de Galles à Auckland. Il n'a inscrit aucun point. 
Il participe à une édition du Rugby Championship, en 2016. Il dispute une rencontre dans cette compétition.